# Лава (Цеље)
Лава (сло.Lava, Mestna četrt Lava) је месна четврт на у Месној општини Цеље. Лава као засебна целина је основана 5. фебруара 1978. године, на референдуму у коме су се створиле две нове месне четврти које су се одвојиле од некадашње велике "крајевне скупности" Острожно. Дана 1. јануара 1999, "крајевна скупност" Лава се преименовала у Месна четврт Лава. У Пуцовој улици 7, налази се Основна школа "Лава" (сло.Osnovna šola "Lava").